# Spahn Movie Ranch
Lo Spahn Ranch, conosciuto anche come Spahn Movie Ranch, era un ranch cinematografico di circa 22 ettari, situato nella contea di Los Angeles, in California.

## Storia
Nel 1947 Lee e Ruth McReynolds acquistarono il terreno da Sharon M. Atkins, che a sua volta aveva acquistato la proprietà nel 1928. Lee vi costruì alcuni set cinematografici per film western per capitalizzare sul successo di luoghi simili come il celebre Iverson Movie Ranch. Nel 1953 la proprietà passò a George Spahn e divenne nota come "Spahn Ranch". Spahn aggiunse altri set e affittava cavalli, rendendolo anche un luogo popolare per le passeggiate a cavallo tra i locali.
Con terreni montuosi, paesaggi disseminati di massi, e un set "da città del vecchio West", lo Spahn Ranch divenne un luogo ideale per girare film western, principalmente B-movie e serie televisive. Quando il genere western divenne meno popolare con il passare del tempo, tuttavia, il ranch perse d'importanza e divenne un luogo deserto e fatiscente.
Non più in uso, l'ingresso storico del ranch si trovava originariamente al numero 12000 di Santa Susana Pass Road (ora i numeri civici sono cambiati) nella zona tra Simi Hills e Santa Susana Mountains sopra Chatsworth, California. Il terreno fa ora parte del Santa Susana Pass State Historic Park. Lo Spahn Ranch è tristemente famoso per essere stato la base logistica di Charles Manson e dei suoi seguaci, la "Famiglia Manson", tra il 1968 e il 1969.

## Film
Il ranch prese il nome del suo proprietario George Spahn, che lo acquistò nel 1953. L'attore William S. Hart acquistò il ranch negli anni venti per affittare appartamenti ai registi locali. Il terreno originariamente era di proprietà di Dionisio Sanchez e James Williams. Alcuni film e telefilm western furono girati nel ranch, inclusi Il cavaliere solitario con Clayton Moore, e qualche episodio di Bonanza e Zorro. Fu anche il luogo di riprese del B-movie The Creeping Terror.
Lo "Spahn Movie Ranch" è citato nel film del 2019 C'era una volta a... Hollywood di Quentin Tarantino, ambientato nel 1969 all'epoca degli omicidi della Famiglia Manson. Le scene per il film sono state girate in realtà nei pressi di Corriganville Park nella Simi Valley.
Nella pellicola, il personaggio interpretato da Brad Pitt si reca a trovare il vecchio George Spahn (Bruce Dern). Il personaggio di Pitt, dando un passaggio a un'autostoppista, si ritrova nel ranch e scopre che è diventato la base del gruppo di Charlie Manson.

## Manson Family

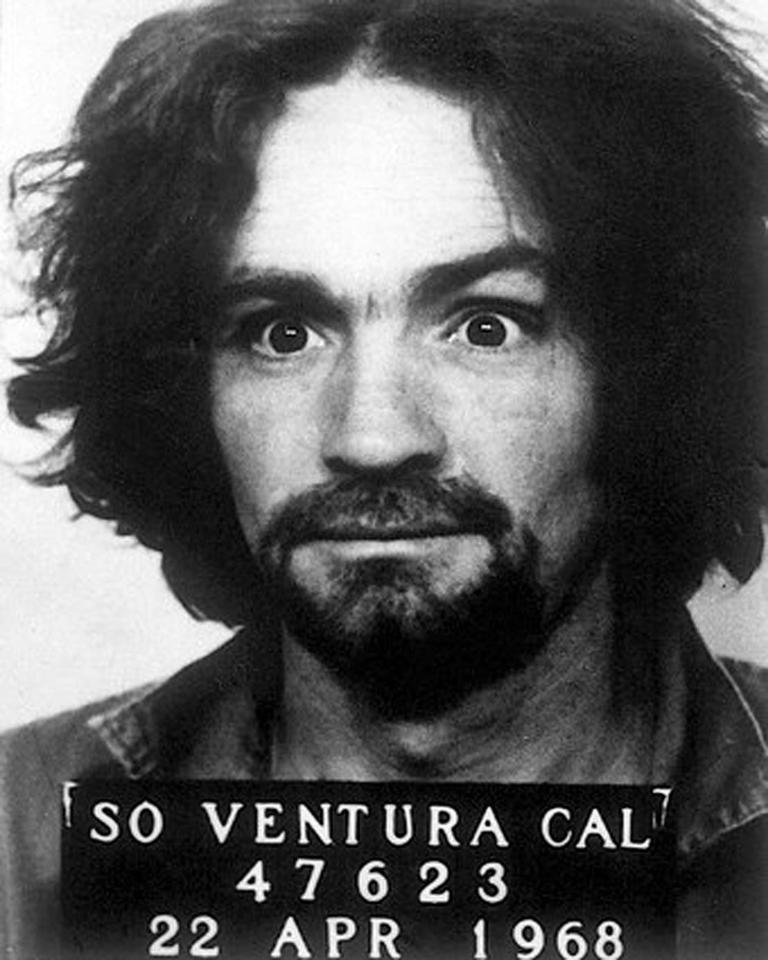
Charles Manson in una foto segnaletica del 1968. Fu il fondatore della Manson Family

Spahn aveva ottant'anni, stava diventando cieco e viveva da solo nel ranch quando lasciò che una comunità hippie vi si trasferisse, gratis, in cambio di lavoro. I membri della "famiglia Manson" si occupavano delle faccende quotidiane e aiutavano a gestire l'attività di noleggio dei cavalli, che era diventata la principale fonte di reddito di Spahn. Con il passare del tempo, la comunità hippie che all'inizio era dedita principalmente al sesso, all'uso smodato di droga e ai furti, si trasformò in un gruppo di sbandati violenti e impressionabili soggiogato dalla figura irascibile e paranoica di Manson, che iniziò a tenere quasi in ostaggio il vecchio Spahn.
A posteriori, Lynette Fromme, seguace di Manson, scrisse: "Rimasi impressionata da quanto era tosto George Spahn. Aveva ottant'anni e, sebbene ormai cieco e da cinque o sei anni rinchiuso nel proprio mondo, era ancora mentalmente vigile, vivendo da solo e cercando di accettare le frustrazioni derivanti dal fatto di aver perso la sua autorità e il controllo della propria azienda". Come descritto dal procuratore distrettuale Vincent Bugliosi nel suo libro sul processo Manson, spesso Charles Manson mandava una delle sue "discepole" a fare sesso con Spahn per mantenerlo calmo.
Un lavorante di Spahn, Donald "Shorty" Shea, aveva conosciuto Manson in passato e aveva avuto uno scontro fisico con lui, inoltre mal sopportava la presenza della "Famiglia" che ora la faceva da padrona allo Spahn Ranch. Dietro ordine di Manson, il 26 agosto 1969 Shea venne condotto con la forza in un luogo isolato del ranch dove fu ucciso da Bruce M. Davis e Steve "Clem" Grogan (e forse anche Tex Watson), perché temevano che potesse denunciarli alla polizia. Il suo cadavere non venne rinvenuto fino al dicembre 1977, dopo che Grogan, in carcere, aveva accettato di collaborare con le autorità e indicò agli investigatori dove era stato sepolto.
Spahn era all'oscuro della ragione della sparizione di Shea, e non venne mai incriminato per nessuno degli omicidi della Famiglia Manson, che nel periodo di permanenza al ranch perpetrò l'eccidio di Cielo Drive (9 agosto 1969) e gli omicidi dei coniugi Leno e Rosemary LaBianca (10 agosto 1969). Alla fine del 1969, Robert Hendrickson cominciò le riprese del documentario Manson e la famiglia di Satana, girando al ranch qualche scena dove intervistava alcuni membri della Family (Lynette "Squeaky" Fromme, Bruce Davis, Nancy Pitman, Catherine "Gypsy" Share, Sandra Good, Paul Watkins ed altri).
Il 25 novembre 1969, durante una perquisizione del ranch, fu scoperto e asportato dalla polizia il pannello di un armadio su cui si leggevano le scritte: «Helter Skelter is coming down fast» e «1, 2, 3, 4, 5, 6, 7, all good children go to Heaven», questi ultimi i versi di chiusura di You Never Give Me Your Money, una canzone dei Beatles inclusa nell'album Abbey Road, pubblicato due mesi prima.

## Incendio, morte di Spahn, e inglobamento nel parco nazionale
Un incendio distrusse gran parte dello Spahn Movie Ranch il 26 settembre 1970. George Spahn morì il 22 settembre 1974, e fu sepolto nel cimitero Eternal Valley Memorial Park nei pressi di Newhall, Santa Clarita, California.
Lo Spahn Movie Ranch fa attualmente parte del Santa Susana Pass State Historic Park. Ci sono diversi sentieri che danno accesso ad ampie vedute della valle di San Fernando.